# Пармаклі Савелій Михайлович
Савелій Михайлович Пармаклі (11 березня 1937, село Твардіца, тепер місто Тараклійського району, Гагаузія, Молдова — 21 травня 2007, село Валя-Пержей Тараклійського району, Гагаузія, Молдова) — молдавський радянський діяч, передовик сільського господарства, бригадир бригади комплексної механізації виробничого об'єднання «Агрокомплекс» Чадир-Лунзької районної ради колгоспів Молдавської РСР. Член ЦК КП Молдавії в 1976—1986 роках. Депутат Верховної Ради СРСР 9—11-го скликань. Герой Соціалістичної Праці (8.12.1973).

## Біографія
Народився в селянській родині. З 1951 року працював причіпником у колгоспі «Красное знамя» села Валя-Пержей Чадир-Лунзького району Молдавської РСР (нині — Тараклійського району Молдови). З 1953 року — тракторист, помічник бригадира тракторної бригади колгоспу «Красное знамя» села Валя-Пержей.
З 1956 до 1958 року служив у Радянській армії. Звільнившись у запас, повернувся до роботи тракториста.
Член КПРС з 1961 року. Здобув середню спеціальну освіту.
У 1963—1973 роках — бригадир тракторно-рільницької бригади колгоспу «Красное знамя» села Валя-Пержей Чадир-Лунзького району.
З 1973 року — бригадир бригади комплексної механізації виробничого об'єднання механізації та електрифікації сільськогосподарського виробництва «Агрокомплекс» Чадир-Лунзької районної ради колгоспів Молдавської РСР.
Член Ради колгоспів СРСР. Делегат ІІ з'їзду колгоспників Молдавської РСР. Член Чадир-Лунгського райкому КП Молдавії.
З 1990-х років жив на пенсії в селі Валя-Пержей Тараклійського району (Молдавія). Помер 21 травня 2007 року.

## Нагороди
- Герой Соціалістичної Праці (8.12.1973)
- два ордени Леніна (8.04.1971; 8.12.1973)
- орден Жовтневої Революції (10.03.1978)
- орден Трудового Червоного Прапора (23.06.1966)
- орден Республіки (Молдова)
- медаль «За трудову доблесть»
- медаль «Ветеран праці»
- медалі ВДНГ
- медалі
- Лауреат Державної премії Молдавської РСР (1981)
- Заслужений раціоналізатор Молдавської РСР (1978)